# Stade Grigori-Fedotov
 (janvier 2021).
Le stade Grigori-Fedotov (en russe : Стадион имени Григория Федотова), également connu sous le nom de stade CSKA Pestchanoïé (en russe : Стадион ЦСКА Песчаное), est un ancien stade de football russe situé à Moscou, la capitale du pays.
Doté de 10 000 places, le stade est inauguré en 1961, puis fermé en 2000 avant d'être démoli en 2007. Le stade est connu pour avoir été l'enceinte à domicile du club de football du CSKA Moscou.
Le stade porte le nom de Grigori Fedotov, footballeur soviétique et joueur du CSKA Moscou.

## Histoire
Le stade est construit à l'initiative du maréchal de l'Union soviétique, Andreï Gretchko.
Les matchs au stade se déroulaient uniquement en journée, l'enceinte ne disposant pas d'un éclairage adéquat.